# Справедливый переход
Справедливый переход — это структура, разработанная профсоюзным движением для охвата ряда социальных интервенционизмов, необходимых для обеспечения прав и средств к существованию трудящихся при переходе экономики к устойчивому производству, в первую очередь для борьбы с изменением климата и защиты биоразнообразия. Он был одобрен на международном уровне правительствами в различных сферах, в том числе Международной организацией труда (МОТ), Рамочной конвенцией Организации Объединённых Наций об изменении климата (РКИК ООН) в Парижском соглашении, а также Конференцией по климату в Катовице и Европейским союзом.

## Механизм

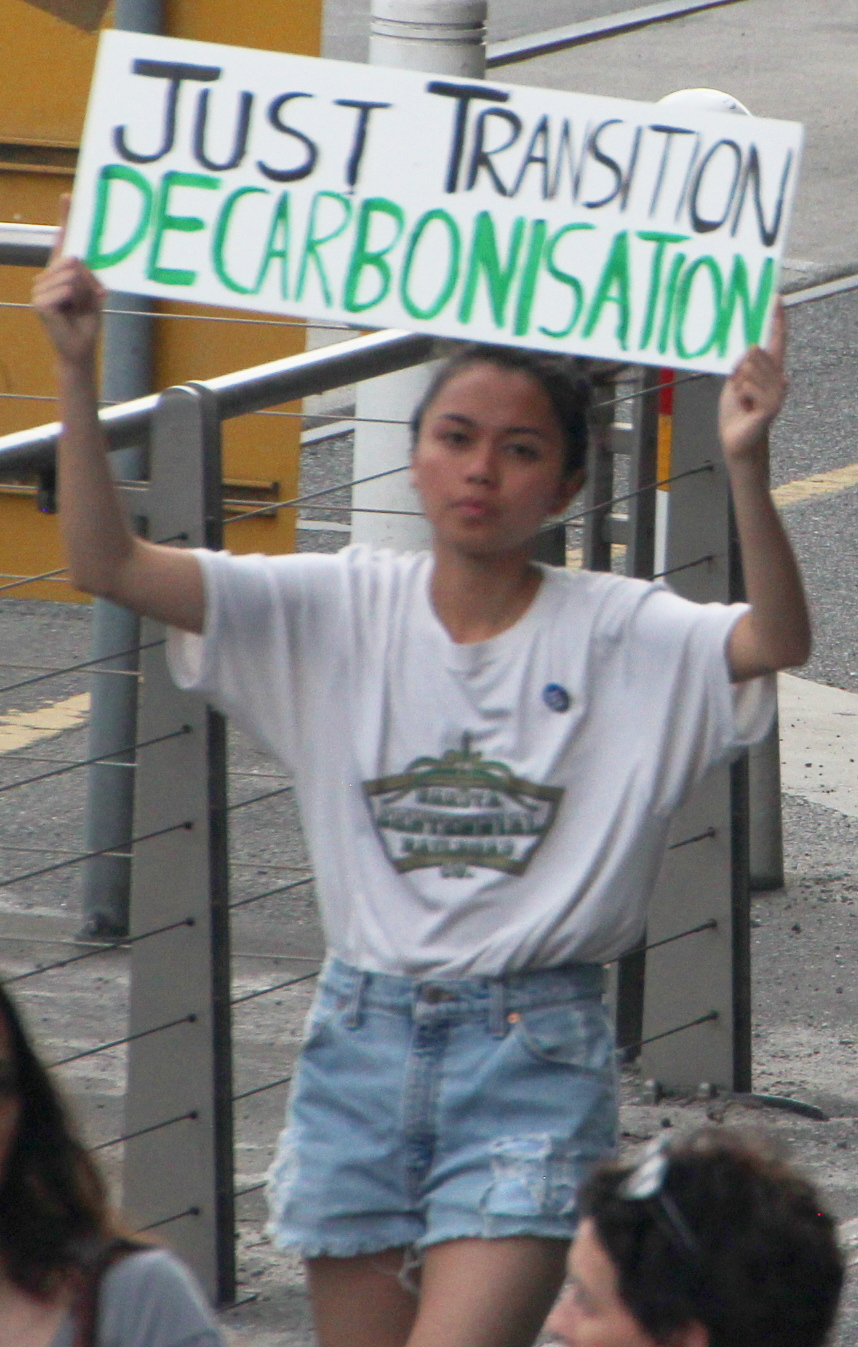
Протестующая в Мельбурне (Австралия) призывает к справедливому переходу (2019 год)

Для профсоюзов термин «Справедливый переход» описывает переход к устойчивому изменению климата и низкоуглеродной экономике, которая максимизирует выгоды от действий по борьбе с изменением климата, сводя к минимуму трудности для работников и их сообществ. По данным Международной конфедерации профсоюзов, потребности, относящиеся к справедливому переходу, будут различаться в разных странах, хотя существуют общие стратегии, которые страны должны принять, в том числе:
- Надежные инвестиции сектора и технологии с низким уровнем выбросов и большим количеством рабочих мест. Эти инвестиции должны осуществляться путем надлежащих консультаций со всеми, кого это касается, с соблюдением прав человека и трудовых прав, а также принципов достойного труда.
- Социальный диалог и демократические консультации с социальными партнерами (профсоюзами и работодателями) и другими заинтересованными сторонами (например, сообществами).
- Исследование и ранняя оценка воздействия климатической политики на общество и занятость. Обучение и развитие навыков, которые имеют ключевое значение для поддержки внедрения новых технологий и стимулирования промышленных изменений.
- Социальная защита наряду с активной политикой на рынке труда.
- Планы диверсификации местной экономики, которые поддерживают достойный труд и обеспечивают стабильность сообщества в переходный период. Нельзя оставлять сообщества наедине с собой, чтобы управлять последствиями перехода, поскольку это не приведет к справедливому распределению затрат и выгод.

Климатические цели и соглашения об изменении глобального климата устанавливают стандарты чистой экономики. При этом такие отрасли, как энергетика, обрабатывающая промышленность, сельское и лесное хозяйство, в которых работают миллионы рабочих, должны быть реструктурированы. Есть опасения, что периоды экономических структурных изменений в прошлом вынудили простых рабочих, их семьи и общины нести расходы, связанные с переходом к новым способам производства богатства, что привело к безработице, бедности и промышленной революции рабочего класса, в отличие от владельцев бизнеса, которые могут позволить себе переход.
Справедливый переход решает эту проблему, продвигая устойчивые действия, которые помогают работникам. Объединение социальной и климатической справедливости посредством Справедливого перехода означает удовлетворение требований угольных рабочих в угольно-зависимых развивающихся регионах, у которых нет возможностей трудоустройства помимо угля; справедливость для работников в странах с развивающейся экономикой, которые требуют их доля «дивидендов индустриализации»; справедливость для тех, кто вынужден покинуть свои дома, когда уровень моря поднимается и захватывает прибрежные районы и острова в результате изменения климата; справедливость по отношению к населению, пострадавшему от загрязнения воздуха и более широкого воздействия на окружающую среду использования угля.

## Определение и эволюция
Термин «справедливый переход» был впервые введен в употребление североамериканскими профсоюзами в 1990-х годах для описания системы поддержки рабочих, безработных из-за политики защиты окружающей среды. Эту концепцию можно рассматривать как экологическое приложение преобразования экономики, которое было разработано в 1980-х годах, когда антивоенные активисты стремились создать коалицию с военными и сделать их частью мирной экономики.

Одним из ранних сторонников был Тони Маццокки: 
В начале 1990-х годов, после подтверждения глобального потепления, вызванного ископаемым топливом, Маццокки возродил эту идею, назвав её «Суперфондом для рабочих» — игрой на недавно созданном Суперфонде по очистке от токсичных веществ. Суперфонд для рабочих обеспечит финансовую поддержку и возможность получения высшего образования для рабочих, перемещенных из-за политики защиты окружающей среды. Как сказал Маццокки в 1993 году: «Для грязи существует Суперфонд. Должен быть один для рабочих». […] Те, кто ежедневно работает с токсичными материалами, чтобы обеспечить мир энергией и материалами, в которых он нуждается, «заслуживают руки помощи, чтобы начать новую жизнь». […] «Позже защитники окружающей среды жаловались, что слово суперфонд имеет слишком много негативных коннотаций, и название плана было изменено на Just Transition». В своей речи 1995 года Леопольд изложил предложение Суперфонда для рабочих/Just Transition. «В основе справедливого перехода лежит простой принцип справедливости». Ни одного работника, связанного с токсичными веществами, нельзя просить «уплатить непропорционально высокий налог — в виде потери работы — для достижения целей» по охране окружающей среды. Вместо этого «эти затраты должны быть справедливо распределены в обществе».
Дальнейшая эволюция термина описана в статье, опубликованной в Международном журнале исследований труда. В 1998 году канадский профсоюзный активист Брайан Колер опубликовал то, что должно было стать одним из первых упоминаний концепции справедливого перехода в бюллетене профсоюзов. Это была попытка объединить усилия профсоюзного движения по обеспечению рабочих достойными рабочими местами и необходимость защиты окружающей среды. Как ясно заявил Колер ранее: 
«Настоящий выбор — не работа или окружающая среда. И то, и другое или ни то, ни другое».
За десять лет восприятие профсоюзным движением экологических проблем изменилось, а вместе с ним и определение, границы и масштабы необходимого «справедливого перехода». Сегодня «Справедливый переход» можно понимать как концептуальную основу, в которой рабочее движение отражает сложности перехода к низкоуглеродной и устойчивой к климату экономике, подчеркивая потребности государственной политики и стремясь максимизировать выгоды и минимизировать трудности для работников и их сообщества в этой трансформации.
В документе, подготовленном Международной конфедерацией профсоюзов (МКП), «Справедливый переход» определяется как «инструмент, которым профсоюзное движение делится с международным сообществом, направленный на сглаживание перехода к более устойчивому обществу и вселяющий надежду на потенциал зелёная экономика для поддержания достойных рабочих мест и средств к существованию для всех».
«Справедливый переход» — это поддерживающий механизм климатических действий, а не бездействия. Справедливый переход не противоречит экологической политике, а дополняет её. Экологическая и социальная политика не противоречат друг другу, а, наоборот, могут усиливать друг друга.
Такой подход к концепции справедливого перехода был единодушно принят на 2-м Конгрессе МКП в 2010 году, когда Конгресс объявил «Справедливый переход» «подходом» к борьбе с изменением климата:
Конгресс привержен продвижению комплексного подхода к устойчивому развитию посредством справедливого перехода, когда социальный прогресс, защита окружающей среды и экономические потребности включены в рамки демократического управления, где соблюдаются трудовые и другие права человека и достигается гендерное равенство (МКП, 2010).
Другие глобальные федерации профсоюзов, представляющие работников конкретных секторов экономики, присоединились к этому политическому подходу. Международная федерация транспортников (МФТ) приняла на своем Конгрессе в 2010 году резолюцию, в которой говорится, что «хотя безотлагательное принятие этой политики жизненно важно для решения проблемы изменения климата, МФТ и её членские организации должны защищать интересы транспортников, борясь за их защиту», обеспечить реализацию этих политик таким образом, чтобы защитить рабочие места и создать новые в процессе справедливого перехода". Свою позицию по «Справедливому переходу» высказали и федерации промышленных рабочих. Международная федерация профсоюзов работников химической, энергетической, горнодобывающей промышленности и разнорабочих, например, заявляет, что «с помощью справедливого перехода мы можем достичь общественного согласия в отношении перехода к более устойчивому производству».
Структура справедливого перехода — это пакет предложений по политике, которые затрагивают различные аспекты, связанные с уязвимостью работников и их сообществ: неопределенности в отношении воздействия на рабочие места, риски потери рабочих мест, риски недемократических процессов принятия решений, риски регионального или местного экономического спада, среди прочего.

### Расширение использования
В последние годы ряд организаций применили концепцию справедливого перехода в отношении экологической и климатической справедливости. Когда профсоюзы начали включать концепцию справедливого перехода в переговоры по РКИК ООН и движение за изменение климата, справедливый переход превратился в преднамеренный толчок к переходу как к экологически, так и к социально устойчивым возможностям трудоустройства и экономике. Иногда довольно близко относятся к трудовому компоненту Справедливого перехода, в то время как другие игнорируют его. В последнем случае «просто» просто означает необходимость защиты окружающей среды как общественного блага от частных предприятий, которые ухудшают её здоровье в долгосрочной перспективе.
Термин «справедливый» также применялся к озабоченности по поводу прекращения войны и построения экономики мирного времени.
Концепция справедливого перехода к низкоуглеродной и устойчивой к изменению климата экономике позже, в частности, профсоюзами, использовалась также в связи с цифровой трансформацией.
Справедливый переход от угля поддерживается Европейским банком реконструкции и развития.

## Достижения

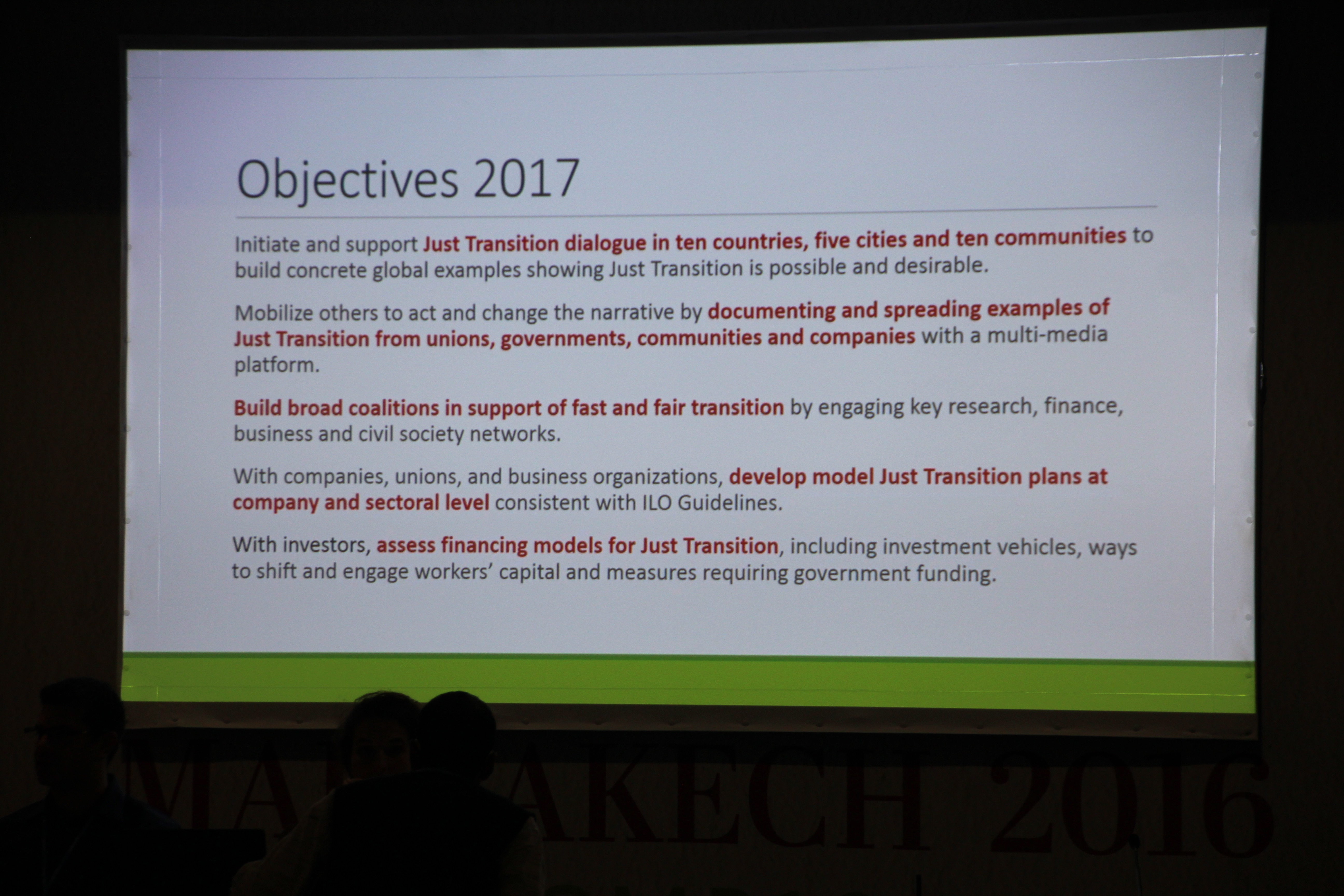
Справедливый переход обсуждается на COP22

В 2015 году МОТ опубликовала «Руководящие принципы справедливого перехода к экологически устойчивой экономике и обществу для всех», включая руководящие принципы справедливого перехода, такие как необходимость прочного социального консенсуса и социального диалога, а также важность развития международного сотрудничества. Руководящие принципы основываются на четырёх основных направлениях Программы достойного труда МОТ: социальный диалог, социальная защита, права трудящихся и занятость, подчеркивая роль работников, работодателей и правительства как основных активных партнеров в обеспечении справедливого перехода. Этот документ призывает международные правительства интегрировать принципы справедливого перехода в методы достижения Целей устойчивого развития Организации Объединённых Наций, расширить доступ к данным о рынке труда, поощрять сотрудничество между соответствующими национальными министерствами и т. д..
В апреле 2015 года Фонд семьи Рокфеллеров и Сеть спонсоров Аппалачей сформировали Фонд справедливого перехода, чтобы помочь общинам, затронутым изменяющимся угольным сектором, воспользоваться инициативой президента Обамы POWER. Благодаря прямым инвестициям и прямой технической помощи гранты Фонда помогли направить почти 24 миллиона долларов федеральных средств на проекты переходного периода.
На конференции Организации Объединённых Наций по изменению климата 2015 года в Париже, Франция, или COP 21, профсоюзы и сторонники справедливого перехода убедили стороны включить формулировки, касающиеся справедливого перехода и создания достойных условий труда в преамбулу Парижского соглашения.
На конференции Организации Объединённых Наций по изменению климата 2018 года в Катовице, Польша, или COP 24, главы государств и правительств приняли Силезскую декларацию солидарности и справедливого перехода, подчеркнув важность справедливого перехода, как указано в Парижском соглашении, Руководящих принципах МОТ и Повестка дня Организации Объединённых Наций в области устойчивого развития на период до 2030 года. В Декларации содержится призыв ко всем соответствующим учреждениям Организации Объединённых Наций приступить к её осуществлению и рассмотреть вопрос о справедливом переходе при разработке и реализации Национально определяемых вкладов сторон, или ОНВ.
Европейский Союз принял «Справедливый переход» как основную часть своей европейской «зеленой» сделки, чтобы помочь регионам Европейского Союза, зависящим от ископаемого топлива, перейти к более «зеленой» экономике.
«Новый зелёный курс» предлагает справедливые переходные механизмы для США.